# Roupala percoriacea
Roupala percoriacea là một loài thực vật có hoa trong họ Quắn hoa. Loài này được A.H. Gentry miêu tả khoa học đầu tiên năm 1973.